# Jeugd

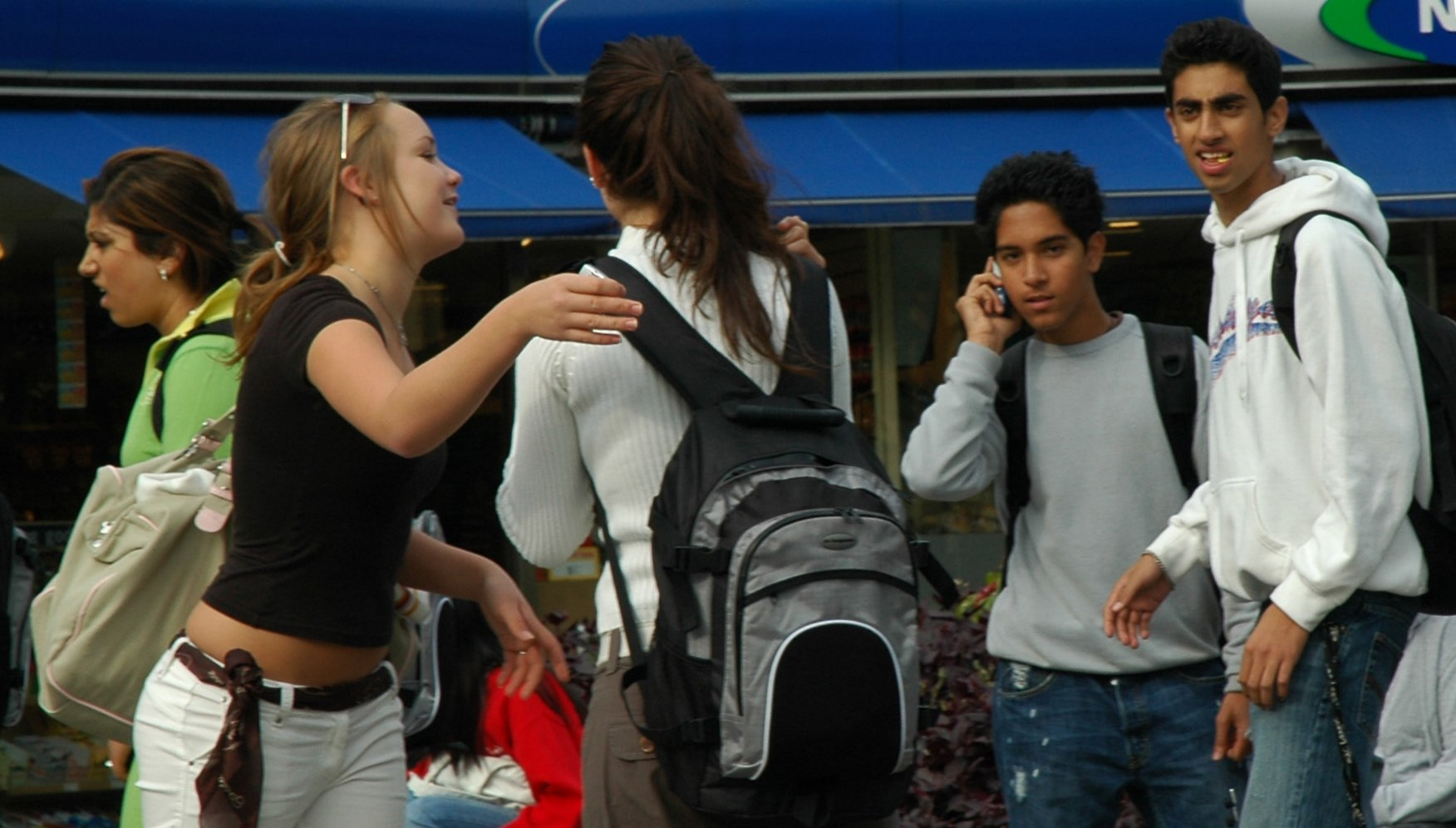
Jeugd in Oslo, Noorwegen

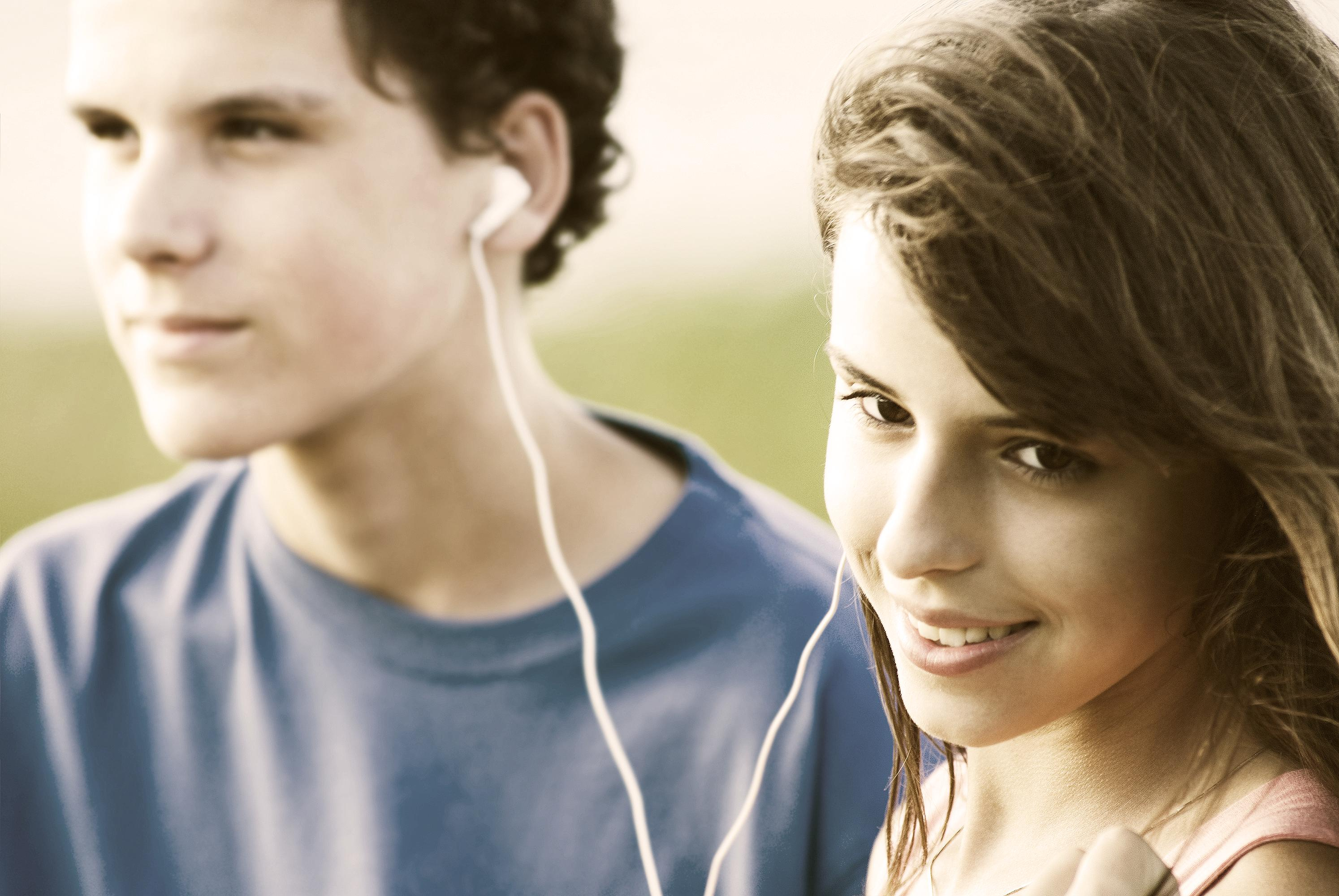
Jeugd

Jeugd is de periode dat iemand kind is, dus nog niet volwassen. De Wereldgezondheidsorganisatie definieert jeugd als de periode tussen het vijftiende en vierentwintigste levensjaar, waaronder deels ook adolescenten (10-19 jaar) vallen.
Het is ook de verzamelnaam voor alle personen die jeugdig zijn en wordt ook wel in het adjectief jeugdig gebruikt voor hen die zich jong gedragen of jong lijken. Leeftijdsgrenzen zijn veranderlijk. De biologische rijping markeert het einde van de kindertijd. Tegenwoordig is dat gemiddeld op ongeveer 12-jarige leeftijd. Jongeren worden echter pas helemaal volwassen als ze sociaal zelfstandig zijn. Juridisch gezien is men op 18-jarige leeftijd volwassen. Op dat moment heeft men zowel passief als actief stemrecht en wordt men beschouwd als een onafhankelijk handelend rechtssubject. Rond deze leeftijd ronden veel jongeren hun secundaire scholing af en starten ze met een universitaire studie of een baan. 
Het begrip jeugd – als benaming voor een bepaalde periode – heeft gestalte gekregen in de 18e eeuw. De ideeën van Locke en Rousseau zijn daarbij van grote invloed geweest.
Jeugd is een interessante doelgroep, zowel voor de commercie als de politiek. Jeugdparticipatie is de actieve betrokkenheid van jeugd bij de samenleving.
Een jeugdboek, jeugdtijdschrift en een jeugdfilm zijn bedoeld voor de jeugd. Soms onderscheidt men jongens- en meisjesboeken.
De Rooms-Katholieke Kerk kende een Genootschap van de Heilige Kindsheid. De Vlaamse jezuïet Jan Berchmans (1599-1621) is patroonheilige van de schoolgaande jeugd en van de Vlaamse jeugd in het bijzonder. 

## Spookjongere
Een spookjongere is een jeugdig persoon die niet staat ingeschreven in de gemeentelijke basisadministratie persoonsgegevens in Nederland. Het aantal zou voor heel Nederland tussen de honderdduizend en tweehonderdduizend liggen.